# Monte Garibaldi
Il monte Garibaldi (in inglese: Mount Garibaldi) è uno stratovulcano quiescente situato nella Columbia Britannica, nel sud-ovest del Canada, a circa 60 km a nord di Vancouver. La vetta si eleva a 2.678 m di altezza, il che ne fa il punto culminante delle Catene Garibaldi in seno alle Catene del Pacifico, nella parte meridionale delle Montagne Costiere. Sovrasta il campo vulcanico del lago Garibaldi situato a nord, e fa parte della cintura vulcanica Garibaldi, all'estremità settentrionale dell'arco vulcanico delle Cascate.
La sua ultima eruzione risale a circa 10.000 anni fa e resta una minaccia per gli insediamenti umani, soprattutto in ragione dei sismi e delle frane che subisce. Malgrado un clima relativamente clemente, il suo versante orientale sovrasta un campo di ghiaccio, il Nevaio Garibaldi. Protetto in seno al Parco provinciale Garibaldi e visibile dalla città Squamish, la vetta e i suoi dintorni costituiscono una destinazione apprezzata dagli appassionati della natura, dell'escursionismo e dello sci alpinismo.

## Toponimia

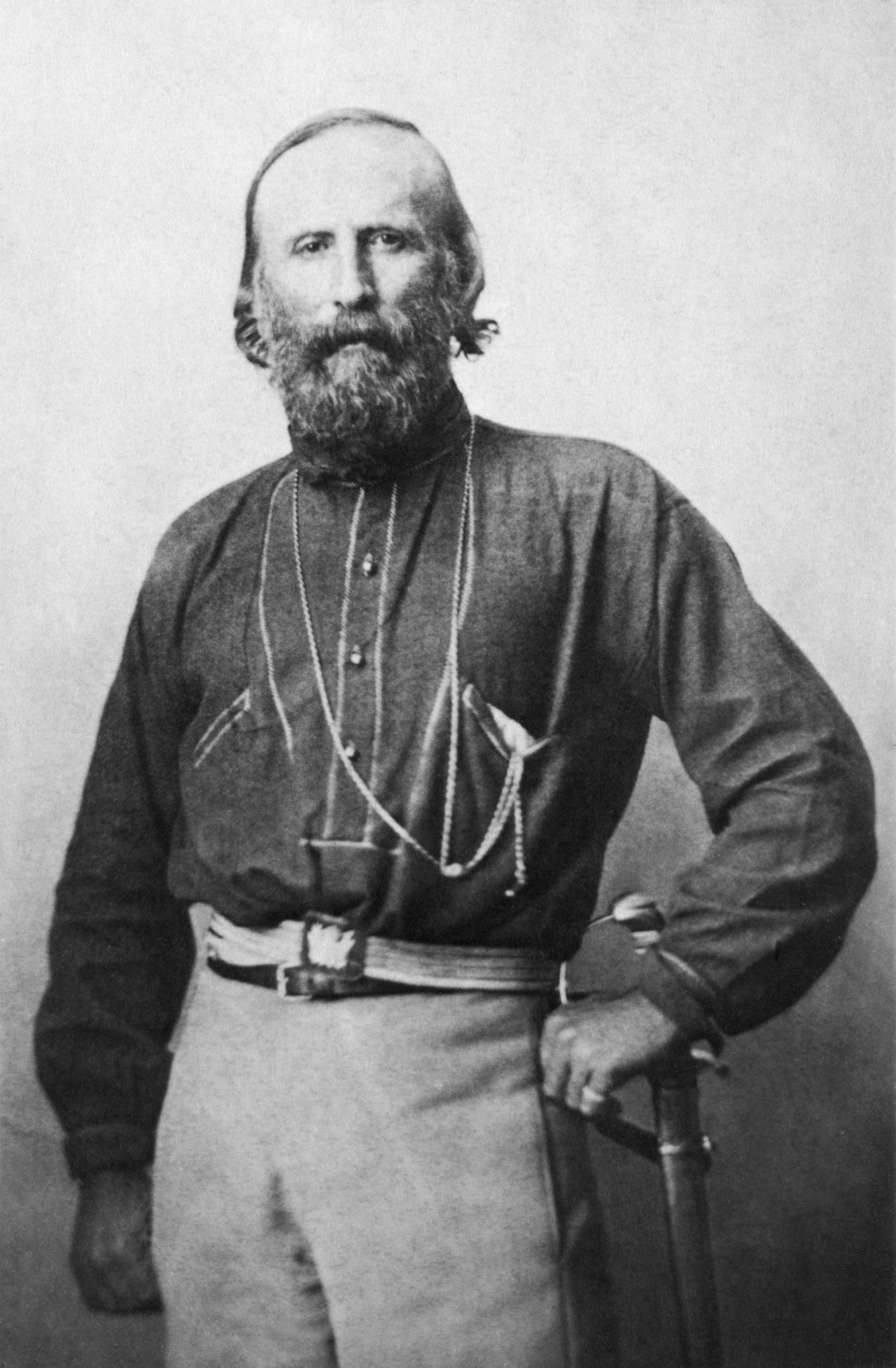
Ritratto di Giuseppe Garibaldi verso 1861.

La montagna fu chiamata in onore di Giuseppe Garibaldi nel 1860 dal capitano George Henry Richards a bordo dell'HMS Plumper della Royal Navy in occasione dello studio cartografico della baia Howe. Questi fu impressionato dall'altezza della montagna, scoperta quasi sessant'anni prima, che domina il paesaggio in direzione del nord-est. Decise con i suoi ufficiali di battezzarla con il nome del militare e capo politico che, lo stesso anno, giunse a realizzare l'unificazione italiana.
Nella lingua squamish, parlata dal popolo eponimo nativo americano di questo territorio, il nome di questa montagna è Nch'kay, che può essere tradotto con «luogo sporco», o Ta Nch'qai' «il sudiciume» in ragione delle acque fangose del fiume Cheekye.
Il picco Atwell e il duomo Dalton, due cime secondarie del monte Garibaldi, furono chiamate nel 1932 dal nome di Atwell Duncan Francis Joseph King e Arthur Tinniswood Dalton, rispettivamente capo e guida della spedizione che riuscì nella prima ascensione della vetta nel 1907.

## Geografia

### Ubicazione

Carta topografica della cintura vulcanica di Garibaldi e dei suoi diversi campi vulcanici.

Il monte Garibaldi è ubicato nel sud-ovest del Canada e più particolarmente della province della Columbia Britannica, nel distretto regionale di Squamish-Lillooet. Fa parte delle Catene Garibaldi, alle quali ha dato il suo nome, ma che culminano a Wedge Mountain a 2.892 m di altezza, nelle Catene del Pacifico, appartenenti alle Montagne Costiere. Si trova a 20 km a nord-est di Squamish e dell'estremità della baie Howe, un estuario del distretto della Georgia, a 30 km a sud della stazione sciistica di Whistler e 60 km a nord di Vancouver. Queste tre città sono collegate dall'autostrada provinciale 99, più conosciuta come Sea to sky highway. Altri due stratovulcani, il Black Tusk, nel Parco provinciale Garibaldi come il monte Garibaldi, e il monte Cayley, si elevano rispettivamente a 14 km a nord-nord-ovest e 35 km a nord-ouvest.

### Topografia

Carta topografica del monte Garibaldi e dei suoi dintorni.

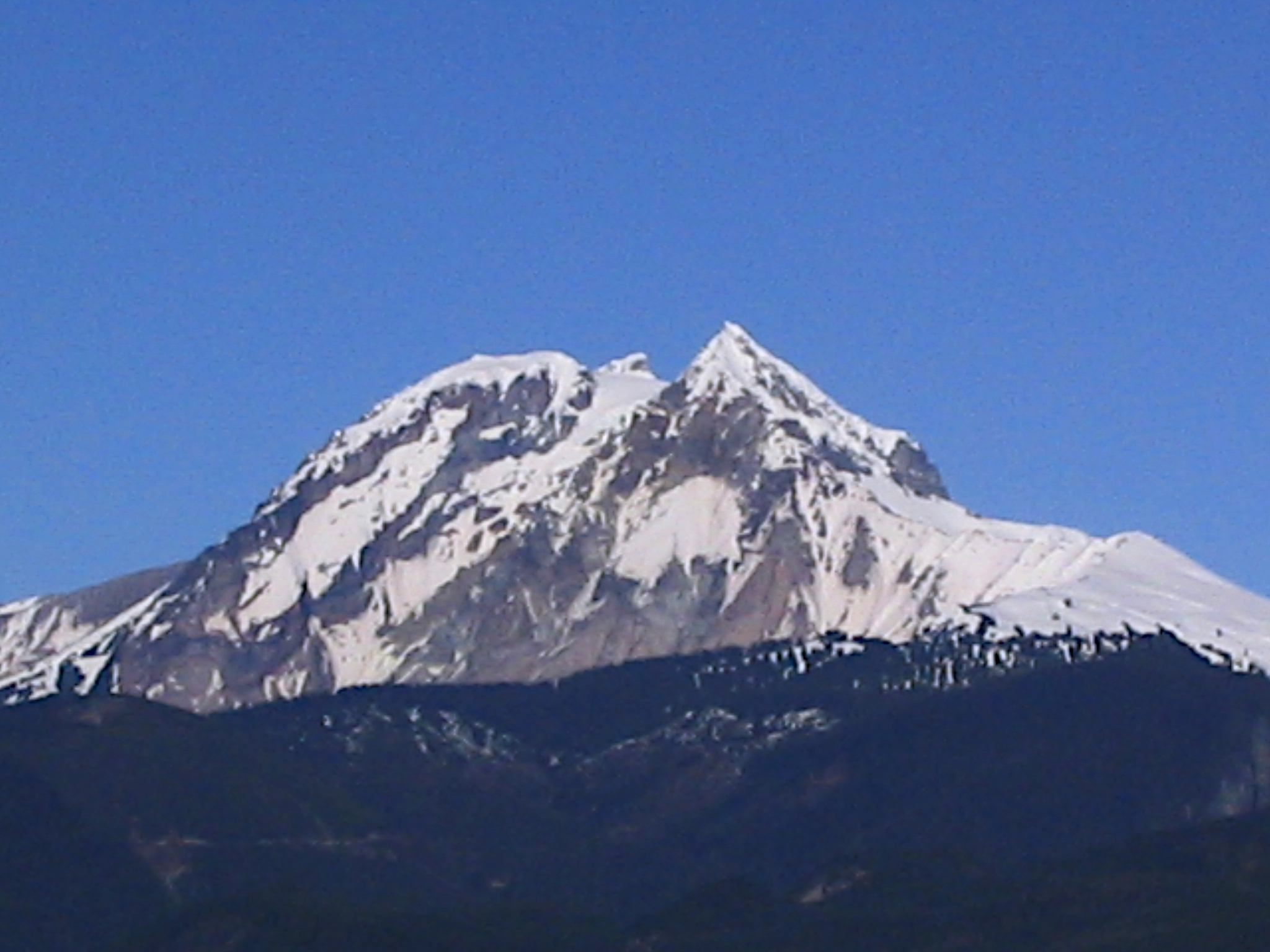
Veduta del monte Garibaldi da Squamish con il picco Atwell a destra.

Il monte Garibaldi è uno stratovulcano. Ha una forma asimmetrica unica generata dalla formazione del suo cono principale parzialmente al di sotto dell'antica calotta di ghiaccio della Cordigliera. La sua larga vetta è composta da varie cime distinte. A 350 m a ovest-sud-ovest della cima principale, la quale culmina a 2.678 m di altezza, si trova il duomo Dalton che, benché arrotondato, si eleva tuttavia a 2.653 m di altezza.. A 500 m a est si trova The Tent (letteralmente «La Tenda»), una piccola vetta isolata che supera il nevaio Garibaldi, a 2.465 m di altezza. Il picco Atwell è un picco piramidale di 2.655 m di altezza situato a sud, all'estremità dell'altopiano sommitale.
È così che, visto da Squamish, è spesso confuso con lo stesso monte Garibaldi poiché la vetta principale è nascosta dietro, sotto questo angolo. È prolungato, a quasi due chilometri su questa stessa cresta sud, da Diamond Head (letteralmente «Testa di Diamante», talvolta Little Diamond Head), così chiamato nel 1972 in ragione del suo profilo simile a Diamond Head nelle Hawaii, e che culmina a 2.056 m di altezza. La cresta nord-ovest del monte Garibaldi porta da parte sua il nome di Brohm Ridge.
A due chilometri a nord-est della vetta principale si eleva The Sharkfin (letteralmente «La Pinna di Squalo»), una cresta rocciosa che supera i ghiacci tra 2.000 e 2.200 m di altezza. A sud di Diamond Head, su una cresta leggermente staccata dalla montagna, si trovano The Gargoyles (letteralmente «Le Gargolle»), due pinnacoli vulcanici di 1.816 e 1.823 m di altezza, nonché il picco Columnar a 1.826 m di altezza. Il cono Opal è un cono vulcanico geograficamente separato dal monte Garibaldi, a 3,5 km sul suo versante sud-est, ma fortemente associato al suo vulcanismo. La prominenza topografica del monte Garibaldi è di 855 m in rapporto a Castle Towers Mountain, la cima più alta più vicina a 11 km a nord-est.

### Idrografia

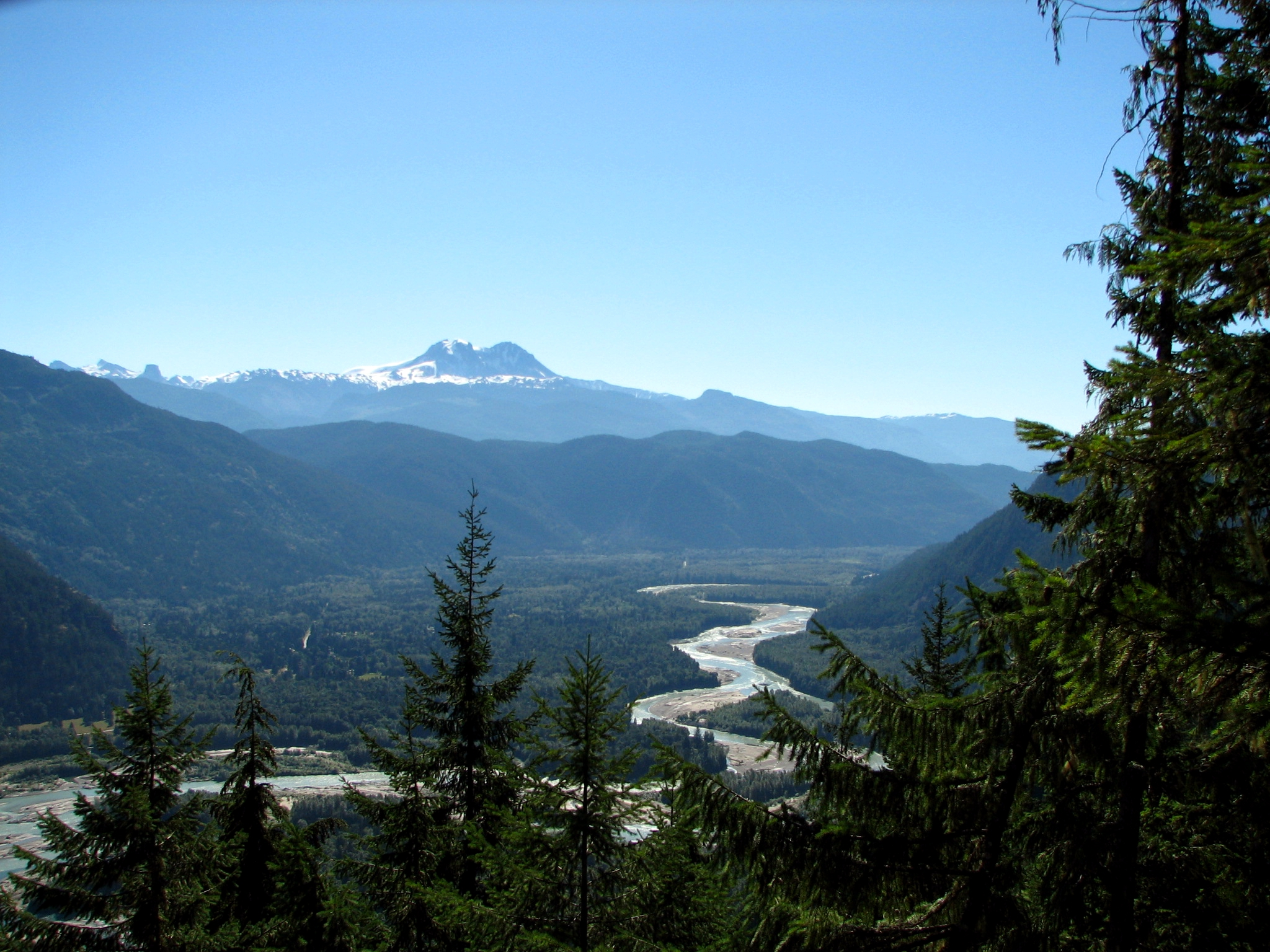
Veduta della valle del fiume Squamish con il monte Garibaldi sullo sfondo.

I versanti nord ed est del monte Garibaldi sono interamente coperti da un campo di ghiaccio chiamato nevaio Garibaldi. Coprendo 35 km² e ricevendo fino a cinque metri di precipitazioni nevose per anno, esso è diviso essenzialmente tra i bacini del fiume Pitt a est e del Cheakamus, al quale appartiene il lago Garibaldi, a nord e ad ovest. È composto dal ghiacciaio Warren a nord, le cui acque di fusione costituiscono il Culliton Creek, un affluente di sinistra del Cheakamus. A nord-est, separato dal precedente da The Sharkfin, si trova il ghiacciaio North Pitt e, a ovest di The Tent, il ghiacciaio South Pitt; essi alimentano entrambi direttamente il fiume dello stesso nome. Sul versante sud-est del monte Garibaldi e ad est del picco Atwell si apre il ghiacciaio Bishop, le cui acque si gettano anch'esse nel fiume Pitt, a sinistra. A est del cono Opal si trova il ghiacciaio Lava che forma lo Zig Zag Creek, affluente dello Shookum Creek, esso affluente del fiume Mamquam, che si getta nel fiume Squamish. Quest'ultimo riceve anche le acque del Ring Creek, che provengono dal ghiacciaio Garibaldi, a nord-ovest del cono Opal, e dal ghiacciaio Diamond, sui fianchi est del picco Atwell e di Diamond Head. Infine, il piccolo ghiacciaio Cheekye, incastrato tra il monte Garibaldi e il duomo Dalton a nord, alimenta il fiume Cheekye, affluente del Cheakamus.

### Geologia
Sull'esempio degli altri vulcani del sud-ovest della Columbia Britannica, il monte Garibaldi è circondato dai plutoni granitici che sono risaliti in superficie per costituire le batoliti delle Montagne Costiere, le più vaste dell'America settentrionale senza frazionamenti, e di una parte delle North Cascades. Le rocce intrusive e metamorfizzate associate si estendono su 1 800 km lungo la costa del Nord-ovest Pacifico dallo stato di Washington fino all'Alaska Panhandle e al sud-ovest dello Yukon. Esse derivano da un antico arco vulcanico formato dalla subduzione della placca Farallon e poi della placca di Kula, che se ne è separata tra 90 e 80 milioni di anni fa, sotto il continente ad est.

Schema della zona tettonica della Catena delle Cascate.

Il vulcanismo che dà origine tra gli altri al monte Garibaldi, ai massicci del Meager e del Cayley e al monte Silverthrone è più tardivo. L'arco vulcanico delle Cascate appare in effetti all'equilibrio di una nuova zona di subduzione, Cascadia, 36 milioni di anni fa, che coinvolge il residuo della placca Farallon chiamata placca Juan de Fuca. L'attività vulcanica diminuisce, tra 17 e 12 milioni di anni BP, nel corso del Miocene. Tuttavia, con la separazione simultanea della placca Explorer e l'ispessimento della zona di subduzione, l'angolo del piano di Wadati-Benioff aumenta. Gli attriti diventano più intensi, il rilievo si accresce e il vulcanismo riprende tra 7 e 5 milioni di anni fa, al principio del Pliocene, provocando segnatamente la formazione del campo vulcanico del lago Garibaldi situato appena a nord del vulcano. Il monte Garibaldi nasce 250 000 anni fa, il che ne fa il più vecchio della cintura vulcanica di Garibaldi.
Il monte Garibaldi è uno dei rari vulcani dell'arco delle Cascate, con il Glacier Peak, a essere composto esclusivamente di dacite, una roccia magmatica ricca di ferro. Si tratta di uno stratovulcano, formato dall'accumulazione di strati di lava, di tefra e di cenere vulcanica. Per il suo magma viscoso, ricco di silice, le sue eruzioni sono state esplosive, essenzialmente peleane. La struttura interna del monte Garibaldi è esposta in vari siti. In più esso è rinomato per le sue anomalie topografiche uniche che sono attribuite alla sua crescita al di sopra della calotta di ghiaccio della Cordigliera seguita da un crollo dei suoi fianchi ed una fusione del ghiaccio. Il versante occidentale, in particolare, scavato da ghiacciai e da torrenti su più di  1 800 metri di altezza, rivela il basalto roccioso della montagna, costituito da diorite quarzica tranciata e alterata. Le valli sono stati parzialmente colmate da colate di lava dacitiche e andesitiche da 520 000 a 220 000 anni di età, da brecce a base di tufo e da duomi, precursori dell'attività vulcanica del monte Garibaldi. Circa 3,3 km³ di questi materiali dimorano sepolti nel vulcano. Fuori, si estendono in un raggio massimo di 4,8 km a partire dal cratere principale, a luoghi un tempo ricoperti di ghiaccio.

### Clima
Il monte Garibaldi si situa nell'ecoprovincia della costa e delle montagne e più precisamente l'ecoregione delle Catene del Pacifico, una zona di transizione dove si confrontano un clima mite e umido portato dalle masse d'aria dominanti dell'Oceano Pacifico e un clima secco e freddo generalmente presente nell'interno del continente. Tuttavia, il rilievo della parte meridionale delle Catene del Pacifico essendo relativamente poco elevato, le precipitazioni da ovest vi si riversano in minore quantità. Se le temperature sono sovente miti, può accadere in inverno che le masse d'aria artiche penetrino nella regione, portando spessi strati nuvolosi e della neve da ottobre a marzo. Così, a 1 420 metri di altitudine, a sei chilometri a sud della vetta, sulla fermata Paul vicino a Diamond Head, l'innevamento normale misurato tra il 1977 e il 1998 culmina all'inizio di aprile a 3,1 metri con estremi situati tra 2,3 e 4,4 metri (primato registrato nel 1982) in questo spesso periodo. Tuttavia l'aria fredda artica è incastrata dal ritorno di masse d'aria del Pacifico. Un fenomeno d'inversione di temperature compare allora nel fondo delle valli dove si accumulano durevolmente le nuvole.
| Mese                         | Mesi  | Mesi  | Mesi  | Mesi | Mesi | Mesi | Mesi | Mesi | Mesi | Mesi | Mesi | Mesi  | Stagioni | Stagioni | Stagioni | Stagioni | Anno  |
| Mese                         | Gen   | Feb   | Mar   | Apr  | Mag  | Giu  | Lug  | Ago  | Set  | Ott  | Nov  | Dic   | Inv      | Pri      | Est      | Aut      | Anno  |
| ---------------------------- | ----- | ----- | ----- | ---- | ---- | ---- | ---- | ---- | ---- | ---- | ---- | ----- | -------- | -------- | -------- | -------- | ----- |
| T. max. media (°C)           | −2,8  | −2,9  | −3,6  | 0,5  | 5,5  | 9,8  | 14,3 | 13,9 | 9,6  | 4,2  | −1,4 | −3,5  | −3,1     | 0,8      | 12,7     | 4,1      | 3,6   |
| T. media (°C)                | −9,2  | 0,0   | −4,3  | −0,2 | 3,7  | 8,2  | 7,4  | 4,4  | 0,1  | −6,0 | −8,0 | 0,0   | −3,1     | −0,3     | 6,7      | −4,6     | −0,3  |
| T. min. media (°C)           | −11,3 | −10,6 | −11,0 | −7,3 | −4,8 | −0,6 | 2,2  | 2,6  | −0,8 | −3,3 | −9,0 | −12,6 | −11,5    | −7,7     | 1,4      | −4,4     | −5,5  |
| Giorni di gelo (Tmin ≤ 0 °C) | 17    | 15    | 13    | 8    | 2    | 0    | 0    | 0    | 2    | 5    | 11   | 17    | 49       | 23       | 0        | 18       | 90    |
| Precipitazioni (mm)          | 245   | 181   | 156   | 107  | 72   | 53   | 34   | 32   | 51   | 155  | 265  | 260   | 686      | 335      | 119      | 471      | 1 611 |
| Giorni di pioggia            | 19    | 15    | 16    | 15   | 12   | 10   | 7    | 5    | 8    | 14   | 21   | 19    | 53       | 43       | 22       | 43       | 161   |
| Ore di soleggiamento mensili | 166   | 238   | 266   | 324  | 360  | 331  | 410  | 389  | 346  | 259  | 180  | 151   | 555      | 950      | 1 130    | 785      | 3 420 |

### Fauna e flora

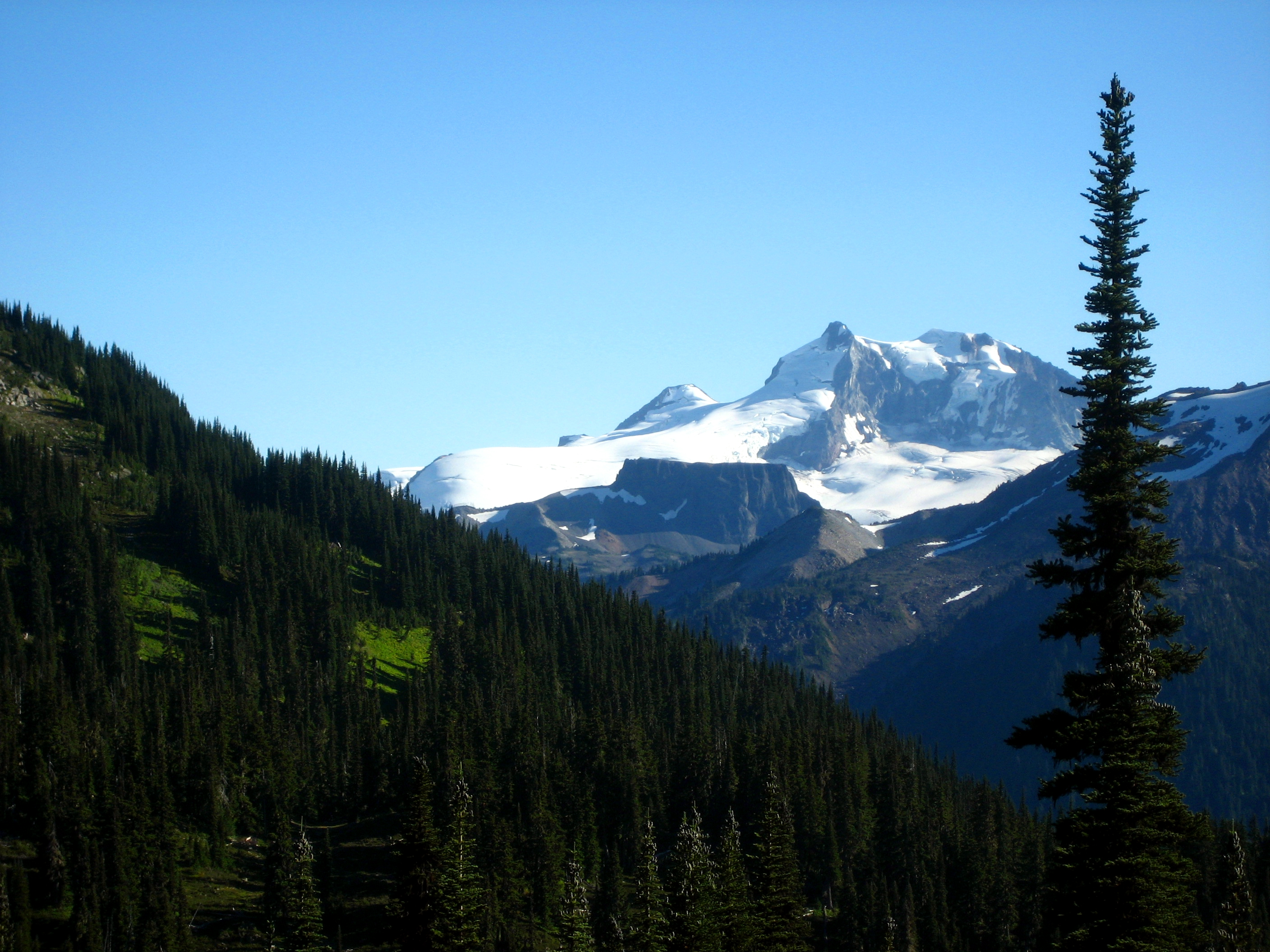
Veduta del monte Garibaldi e di The Table che dominano una foresta di conifere.

Le valli e le regioni pedemontane dell'ecosezione delle Catene del Pacifico orientali sono dominate da foreste costiere pluviali temperate di tsuga occidentale (Tsuga heterophylla) fino a circa 1 000 metri. Questa costeggia il cedro rosso occidentale (Thuja plicata) e l'abete di Douglas (Pseudotsuga menziesii) nonché, nella frangia più elevata, l'abete amabile (Abies amabilis) e il cipresso di Nootka (Cupressus nootkatensis). Le pendici superiori sostengono foreste subalpine pluviali temperate di tsuga di montagna (Tsuga mertensiana) con qualche esemplare di pino argentato (Pinus monticola) e di pino dalla corteccia bianca (Pinus albicaulis) nonché, sui nord-est, foreste subalpine umide di peccio di Engelmann (Picea engelmannii) e di abete delle rocce (Abies lasiocarpa). La linea degli alberi intorno al monte Garibaldi si situa tra 1 500 e 1 800 metri di altezza. Una frangia di vegetazione alpina è presente al di là dei 1 750 metri di altezza in media, tra la foresta subalpina e il piano nivale, dove si incontrano unicamente rocce e ghiaccio, ad eccezione di qualche specie di licheni rappresentate da Cetraria aculeata, Umbilicaria vellea e Rhizocarpon geographicum. Sotto Diamond Head crescono brughiere.
Il cervo dalla coda nera (Odocoileus hemionus columbianus) è una sottospecie del cervo mulo largamente diffuso ai margini della foresta nella regione. La capra delle nevi (Oreamnos americanus) si incontra in alta quota, nei terreni scoscesi; la sua popolazione è stimata in una sessantina di individui nel Parco provinciale Garibaldi. L'alce (Alces alces) e il wapiti (Cervus canadensis) sono presenti nelle valli orientali della Catena Costiera. L’orso nero (Ursus americanus), il lupo grigio (Canis lupus), il coyote (Canis latrans), il puma (Puma concolor), la lince rossa (Lynx rufus) e il ghiottone (Gulo gulo) sono specie comuni; il grizzly (Ursus arctos horribilis) è in via di scomparsa nel sud della catena. Lo scoiattolo di Douglas (Tamiasciurus douglasii) è comune nelle foreste, proprio come la marmotta delle Montagne Rocciose (Marmota caligata) nei prati alpini. La lontra di fiume nordamericana (Lontra canadensis) è comune nei corsi d'acqua, ambiente da cui si allontana raramente il visone americano (Neovison vison). Il pipistrello di Keen (Myotis keenii) si incontra essenzialmente a ovest della cima. Qui può trovarsi a stretto contatto con l'allocco macchiato (Strix occidentalis), che nidifica anche a sud, sui versanti soleggiati durante la giornata. L'aquila di mare testabianca (Haliaeetus leucocephalus) e il falco pellegrino (Falco peregrinus) sono delle specie di rapaci assai diffuse. La pernice blu (Dendragapus obscurus), il tordo vario (Ixoreus naevius), il lucherino delle pinete (Spinus pinus) e la nocciolaia di Clark (Nucifraga columbiana) sono specie arboricole. In inverno, il cigno trombettiere (Cygnus buccinator) e il quattrocchi d'Islanda (Bucephala islandica) migrano nella regione, in prossimità degli estuari. Il serpente giarrettiera nordoccidentale (Thamnophis ordinoides) si incontra nelle praterie ai bordi della foresta. Il tritone dalla pelle rugosa (Taricha granulosa), la salamandra gracile (Ambystoma gracile), la salamandra dal dorso rigato (Plethodon vehiculum), l'ensatina (Ensatina eschscholtzii), la salamandra nebulosa (Aneides ferreus) e la rana dalle zampe rosse (Rana aurora) sono anfibi adattati alla vita in altitudine. Lo scazzone costiero (Cottus aleuticus) e lo scazzone di torrente (Cottus rhotheus) popolano le acque vive ai piedi del monte Garibaldi.

## Storia

### Storia eruttiva

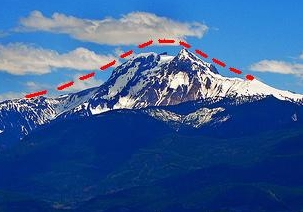
Veduta annotata che mostra le dimensioni massime del Garibaldi ancestrale.

Il monte Garibaldi ha conosciuto tre fasi di crescita distinte. Secondo una datazione al potassio-argo, un grande cono composito di dacite e di breccia si mise in posto  250 000 anni BP. Une parte di questo «proto-Garibaldi», o Garibaldi ancestrale, è esposta nella parte inferiore dei versanti settentrionale e orientale, nonché nei 240 ultimi metri di Brohm Ridge. Intorno all'ubicazione attuale del picco Columnar ed eventualmente dei picchi Glacier si trova una serie di Duomi di lava dacitici adiacenti. Nel corso del lungo periodo di quiescenza che seguì, il fiume Cheekye scavò nel versante occidentale del cono una profonda valle, che fu colmata più tardi da un ghiacciaio.

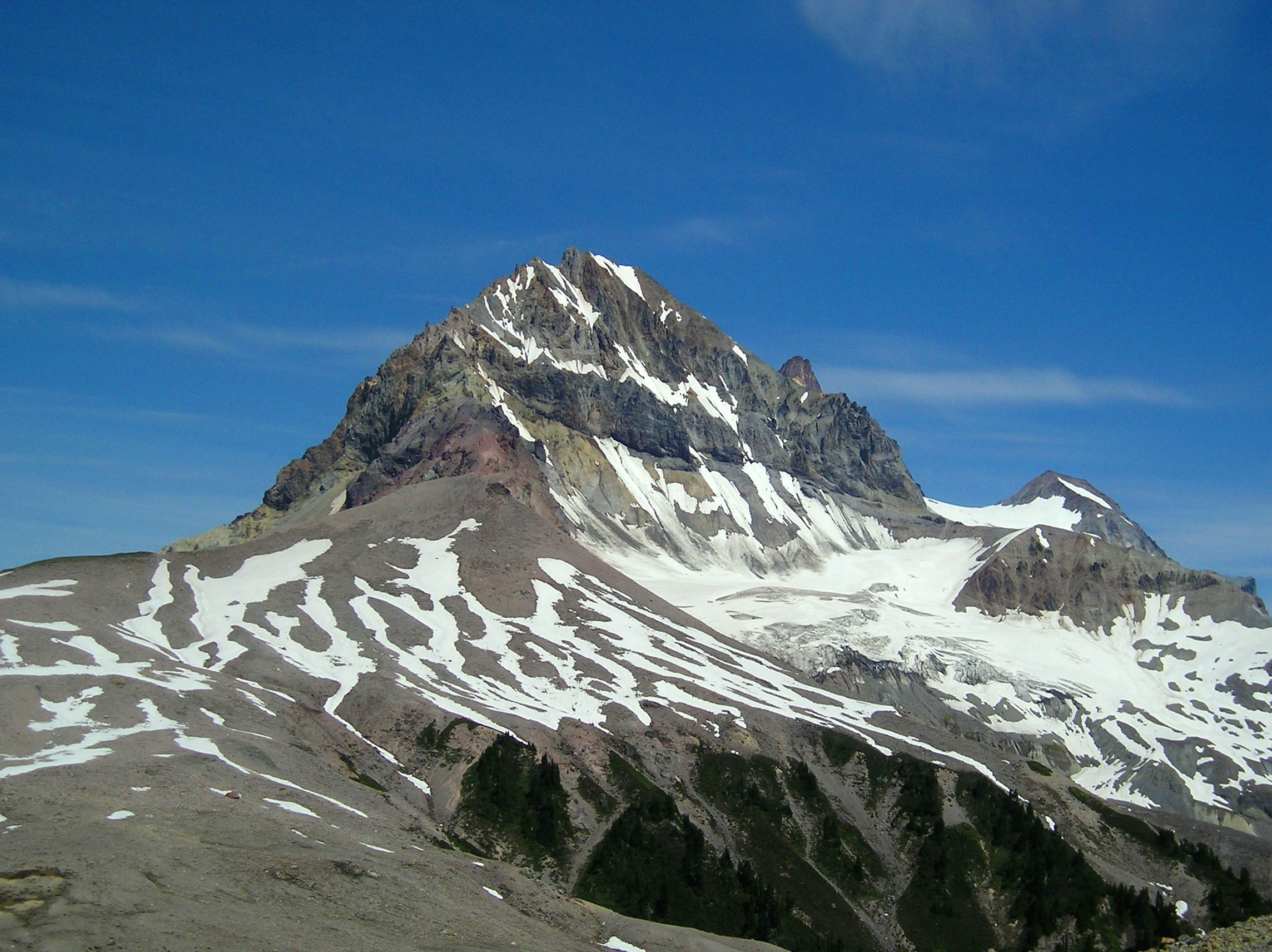
Veduta dell'Atwell Peak.

Dopo aver raggiunto la sua massima estensione, una parte dell'indlandsis fu ricoperta di cenere vulcanica e di ejecta del monte Garibaldi. Questo nuovo periodo di attività cominciò con l'eruzione del duomo a stantuffo dell'Atwell Peak al livello di un crinale circondato da parecchie centinaia di metri di ghiaccio. Con la crescita del duomo, una grande quantità di lava solidificata crollò per formare un ghiaione sul suo versante. Parecchi nubi ardenti accompagnarono questo fenomeno e formarono un cono parziale di 6,3 km³ con pendenze medie da 12 a 15 gradi. La fusione del ghiaccio prodotta dall'eruzione formò un piccolo lago all'estremità meridionale di Brohm Ridge. L'arenaria presente in cima al crinale è costituita dalla cenere depositata in questo lago. Il ricoprimento del ghiaccio è più imoortante a ovest e, in misura minore, a sud. La fusione dei ghiacciai provocò une serie di valanghe e di colate detritiche sul versante occidentale che trascinarono quasi la metà del volume del cono iniziale nella valle del fiume Squamish e ricoprirono una superficie di 26 km² su spessore di praticamente 100 metri. Le brecce lasciate dalla fusione del ghiaccio causarono deformazioni tanto più importanti che la calotta di ghiaccio restò spessa, sull'esempio della valle del fiume Cheekye.
Poco prima o dopo la fusione totale del ghiaccio sprofondato, verso 10 000 anni ± 700 ans BP, lava dacitica fu emessa nel cono Opal e si estese su 20 chilometri verso Ring Creek senza incontrare sotto forma glaciale. Essa fu eccezionalmente lunga paragonata alla sua natura, mentre le più estese erano abitualmente basaltiche. Un'altra di queste colate di lava precipitò giù per una pendenza dal 30 al 35% nella frana sul versante occidentale. Circa 0,6 km³ di dacite furono emessi nel corso di questa terza fase eruttiva. Questa lava forma uno strato fine di roccia solidificata sui versanti meridionale e occidentale del vulcano ed è caratterizzata da bordi ben marcati.
Il monte Garibaldi resta uno degli undici vulcani del Canada a presentare una sismicità, con Castle Rock, il monte Edziza, Hoodoo Mountain, The Volcano, Crow Lagoon, il Cono Nazko, il campo vulcanico di Wells Gray-Clearwater, il monte Silverthrone, il monte Meager e il monte Cayley. I dati sismologici suggeriscono che questi vulcani conoscono sempre movimenti di magma, rendendo possibile un'eruzione in avvenire. In compenso, contrariamente al monte Baker, non presenta fumarole né, contrariamente al monte Meager e al monte Cayley per non dire a The Table, sorgenti calde.

### Storia umana
La pratica di cerimonie tradizionali, della caccia, di trappole o ancora della raccolta è stata messa in evidenza da tracce lasciate nella regione circostante al monte Garibaldi. Dell'ossidiana, una roccia vulcanica di colore nero, è stata raccolta nella parte superiore della montagna. Essa servì alla fabbricazione di coltelli, ceselli, asce e altri utensili taglienti durante l'epoca precolombiana. Essi sono stati ritrovati su siti protostoriche e datate a 10 000 .

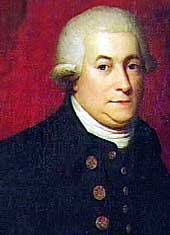
Ritratto di George Vancouver poco dopo della sua scoperta.

Nel giugno 1792, il capitano britannico George Vancouver e il suo equipaggio entrarono, a bordo dell'HMS Discovery, nella baia Howe e divennero i primi europei ad accorgersi della montagna. Il navigatore ne approfittò per incontrarsi e commerciare con le tribù autoctone della regione.
All'inizio del mese di agosto 1907, gli alpinisti originari di Vancouver A. Dalton, W. Dalton, A. King, T. Pattison, J.J. Trorey e G. Warren realizzarono la prima ascensione sulla cima. Essi risalirono il fiume Cheekye fino alla sua sorgente, girarono intorno al duomo Dalton da nord, raggiunsero il ghiacciaio Warren e realizzarono la parte finale dell'ascensione dalla parete nord-est. Il panorama dalla vetta incoraggiò la creazione di campi di scalata in estate, ai bordi del lago Garibaldi. Questo interesse precoce portò all'instaurazione nel 1920 di una riserva naturale, trasformata in parco provinciale solamente sette anni più tardi.

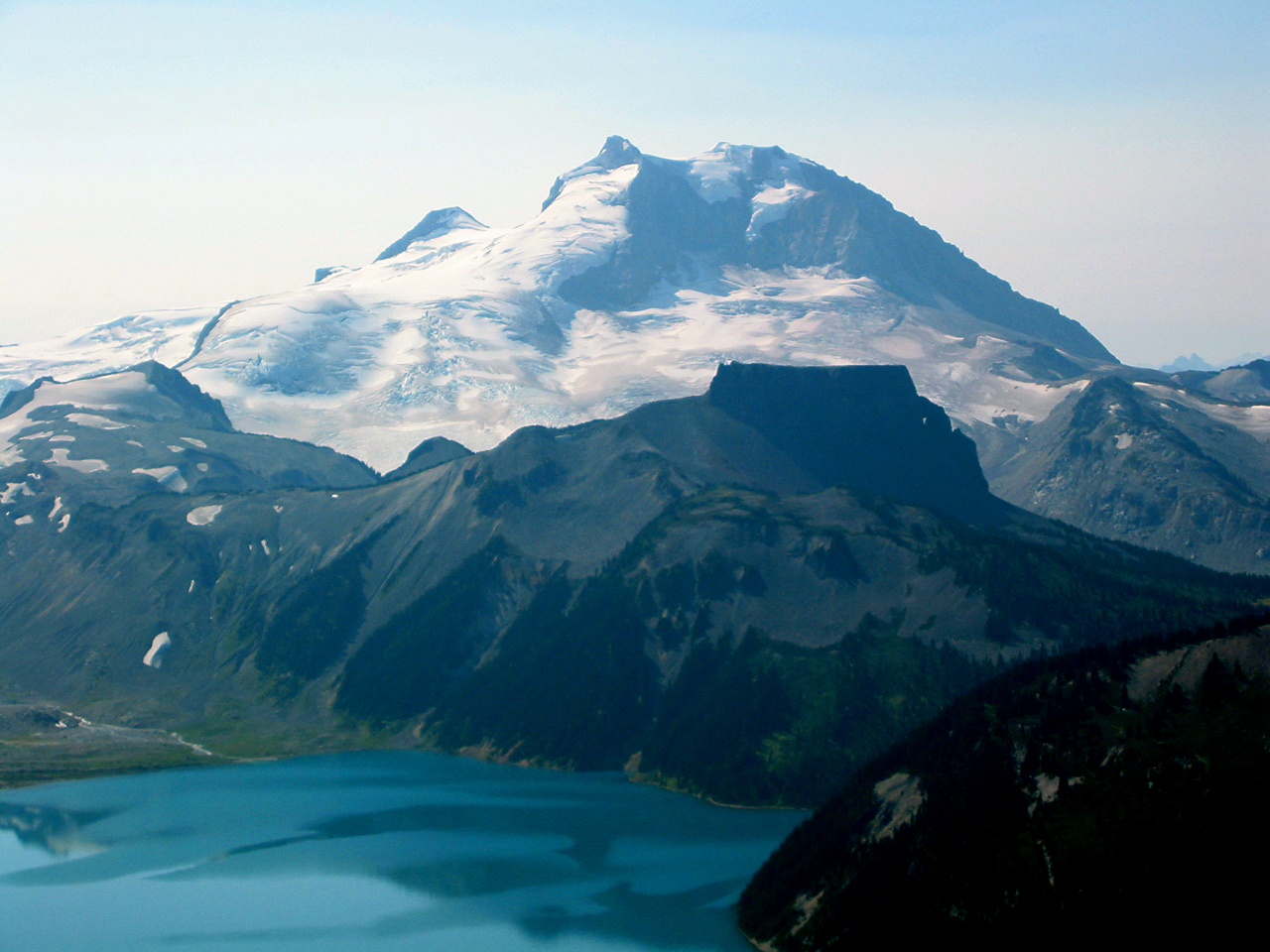
Vista del versante settentrionale del monte Garibaldi che sovrasta The Table e il lago Garibaldi.

Quando la pratica dello sci divenne popolare negli anni 1940, gli adepti di Vancouver si misero a cercare ghiacciai e montagne scoscese all'interno del parco. Gli inizi si concentrarono sulle zone più facili da scalare, intorno al lago Garibaldi. Nel corso dell'inverno del 1944, membri del Varsity Outdoor Club e del Club alpin du Canada realizzarono probabilmente la prima ascensione e discesa con gli sci dal monte Garibaldi. Gli alpinisti Don e Phyllis Munday vi riuscirono da numerose vie aggiuntive. Nell'edizione 1944-1945 della Revue canadienne alpine, la coppia riferisce di un tentativo di ascensione con il loro amico Phil Brook. Nel corso della stessa spedizione, sciarono sul ghiacciaio Sphinx e e percorsero il Panorama Ridge a nord del lago Garibaldi. Nello stesso periodo, fu tracciata una rotta sul crinale Paul, vicino alla piccola comunità di Squamish, all'estremità settentrionale della baia Howe, e facilitò l'accesso mediante veicoli a motore verso le pendici della montagne. La pratica dello sci sui ghiacciai del monte Garibaldi ne è ugualmente più facilitata. Questa infatuazione per lo sci ebbe come conseguenza la creazione, negli anni 1940, della Garibaldi Névé Traverse («traversata del nevaio Garibaldi»), un'avventura di notte che include, quando il tempo lo permette, una discesa dalla vetta.

## Attività

### Escursionismo e alpinismo

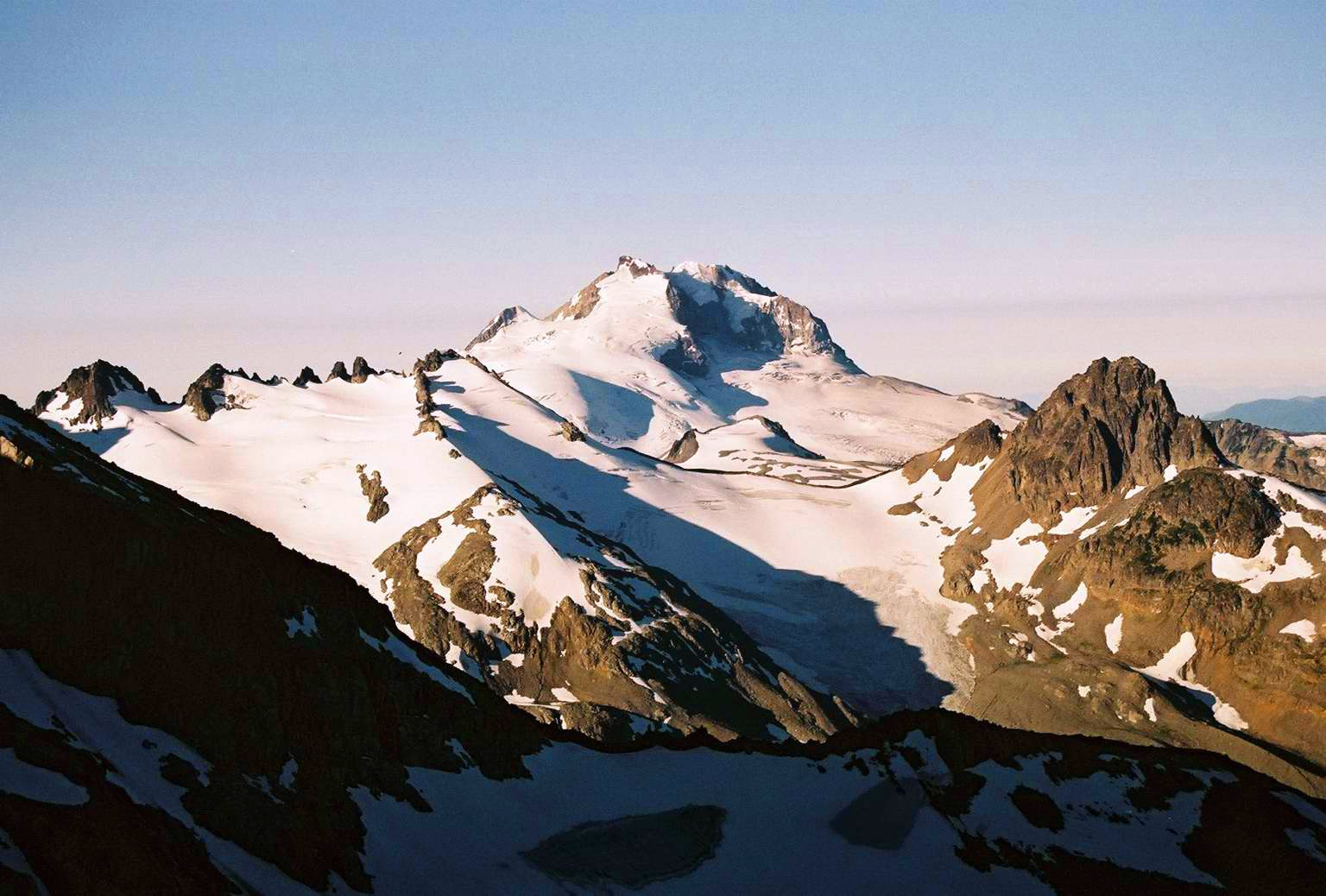
Veduta della parte sommitale del monte Garibaldi.

Il monte Garibaldi, a un'ora di strada da Vancouver, è accessibile sia dal crinale Paul e dai laghi Elfin, a sud di Diamond Head, poi risalendo a piedi il Ring Creek fino al cono Opal, sia da Brohm Ridge per mezzo di varie strade forestali, alle porte del Parco provinciale Garibaldi, poi dirigendosi a piedi verso il ghiacciaio Warren. La pratica dell'alpinismo sulla vetta è abbastanza difficile: i pendii sono relativamente importanti e i suoli, composti di lava e di cenere vulcanica, sono molto instabili. Tuttavia, la vetta possiede un ampio campo di ghiaccio. Così, la maggior parte degli itinerari prendono i versanti settentrionale od orientale e attraversano il nevaio Garibaldi. Questo è accessibile da sud, attraverso il ghiacciaio Bishop, o da nord, attraverso il ghiacciaio Sentinel. L'ascensione si realizza dunque in ambiente glaciale, in inverno o in primavera. La neve fonde a partire da giugno, si formano delle crepacce terminali, che possono costituire un pericolo, sulle cime si producono delle valanghe. La via normale, sul versante nord-est, è quella presa nel 1907 durante la prima ascensione. A partire dal ghiacciaio North Pitt, verso 2 400 metri di altitudine, si arrampica direttamente in un pendio nevoso a 40-45°, fino a raggiungere il crinale nord della vetta principale per la parte finale. L'uso di piccozze è necessario, ma le corde sono generalmente dispensabili. Occorrono circa due ore di ascensione dal nevaio Garibaldi. È anche possibile inerpicarsi e scendere da questa parete in sci escursionismo. Un'altra via parte dal ghiacciaio Bishop, sopra il Ring Creek, e risale il versante sud-est dalla cima principale fino al valico che la separa dal picco Atwell a 2 520 metri di altitudine. Un canalone sulla parete ovest della piramide sommitale permette di raggiungere la vettà se l'innevamento è sufficiente. Questo itinerario è classificato 3-4 con passaggi in richiamo e richiede cinque ore in totale, di cui venti minuti dopo aver liberato il valico.

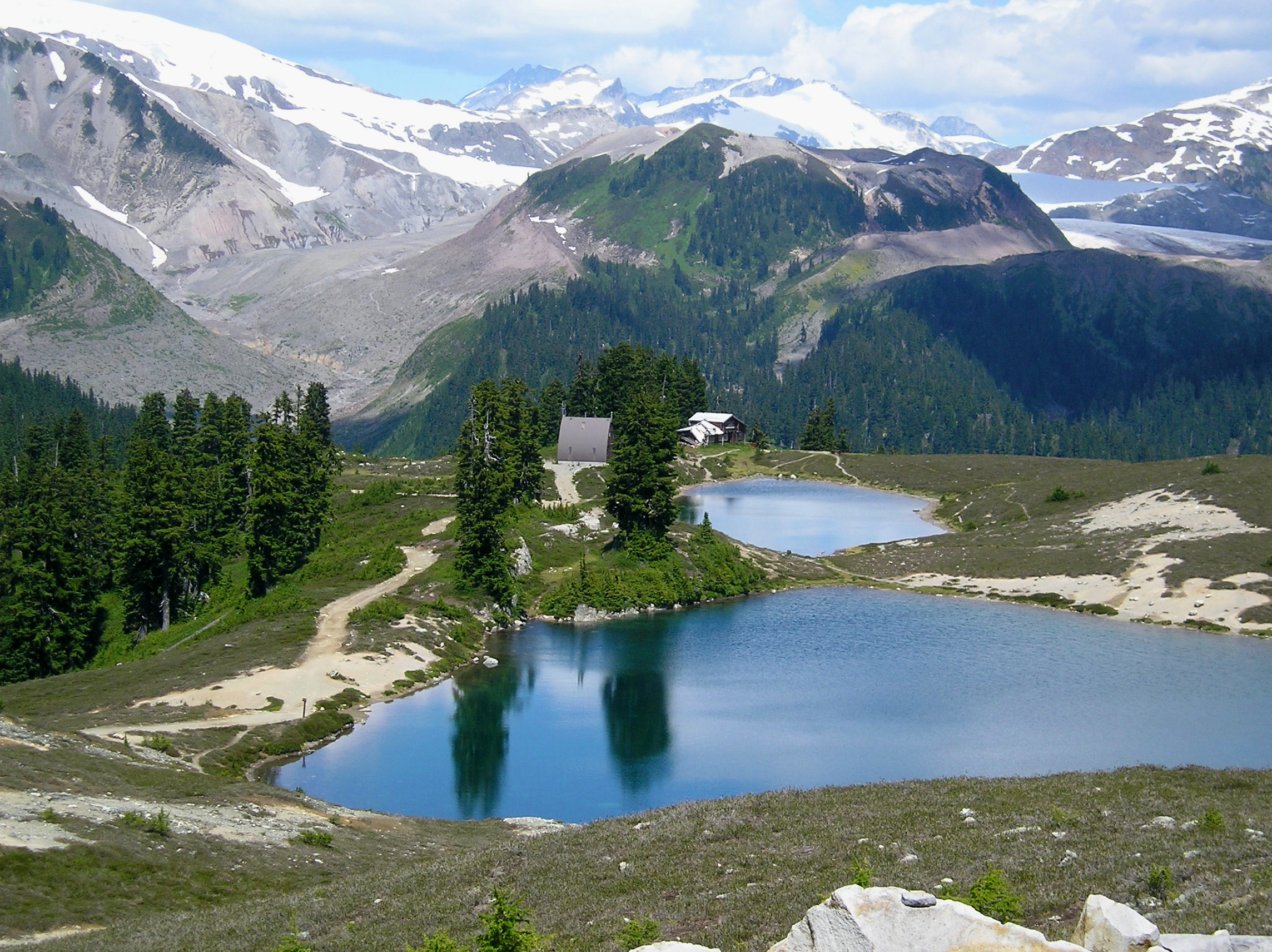
Veduta dei laghi Elfin, dell'antico (a destra) e del nuovo rifugio (a sinistra), con il cono Opal sullo sfondo.

L'escursionismo, la fotografia e il campeggio sono popolari intorno al monte Garibaldi. I sentieri escursionistici, in particolare il circuito di sei chilometri intorno al lago Garibaldi, permettono di approfittare dell'entroterra nel Parco provinciale Garibaldi, le cui praterie ospitano numerose piante in fiore d'estate. Il monte Garibaldi è apprezzato anche per gli sport invernali, incluso lo sci di fondo. Brohm Ridge ospita una zona riservata ai motoslittisti. Diamond Head fu oggetto di uno studio mirante a fondare una stazione sciistica, senza avere seguito. Questa vetta in compenso ospitò, ai suoi piedi, ai bordi dei laghi Elfin, il piccolo chalet di Diamond Head, dal 1958 al 1973. L'anno seguente, fu sostituito da un nuovo rifugio, più moderno, che offriva 33 cuccette e un'alimentazione a gas, e che riutilizzava certi elementi del vecchio edificio. Questo fu infine raso al suolo nell'ottobre 2009, conservando solo un angolo di muro in legno a titolo storico.

### Protezione ambientale
Il monte Garibaldi e i suoi dintorni sono protetti, dal 7 marzo 1927, in seno al Parco provinciale Garibaldi, su una superficie di 1 946,5 km². Si tratta di una zona di natura selvaggia il cui scopo è di preservare la ricchezza della sua storia geologica, la diversità della sua flora, l'estensione dei colori delle sue acque, l'abbondanza della sua fauna e delle sue montagne scoscese, molte delle quali sono ricoperte di ghiacciai. Il parco si vuole rappresentativo dei paesaggi delle Catene del Pacifico. Esso ha anche come missione di fornire la migliore qualità di accoglienza possibile e una varietà di offerte turistiche di montagna. Il monte Garibaldi fa più specificamente parte di una «zona di ambiente naturale» di 490 km² in seno al parco, destinata a preservare il paesaggio senza isolarlo totalmente, offrendo sistemazioni discrete. Il punto di entrata del parco più vicino alla vetta è quello di Diamond Head.

### Valutazione e prevenzione dei rischi

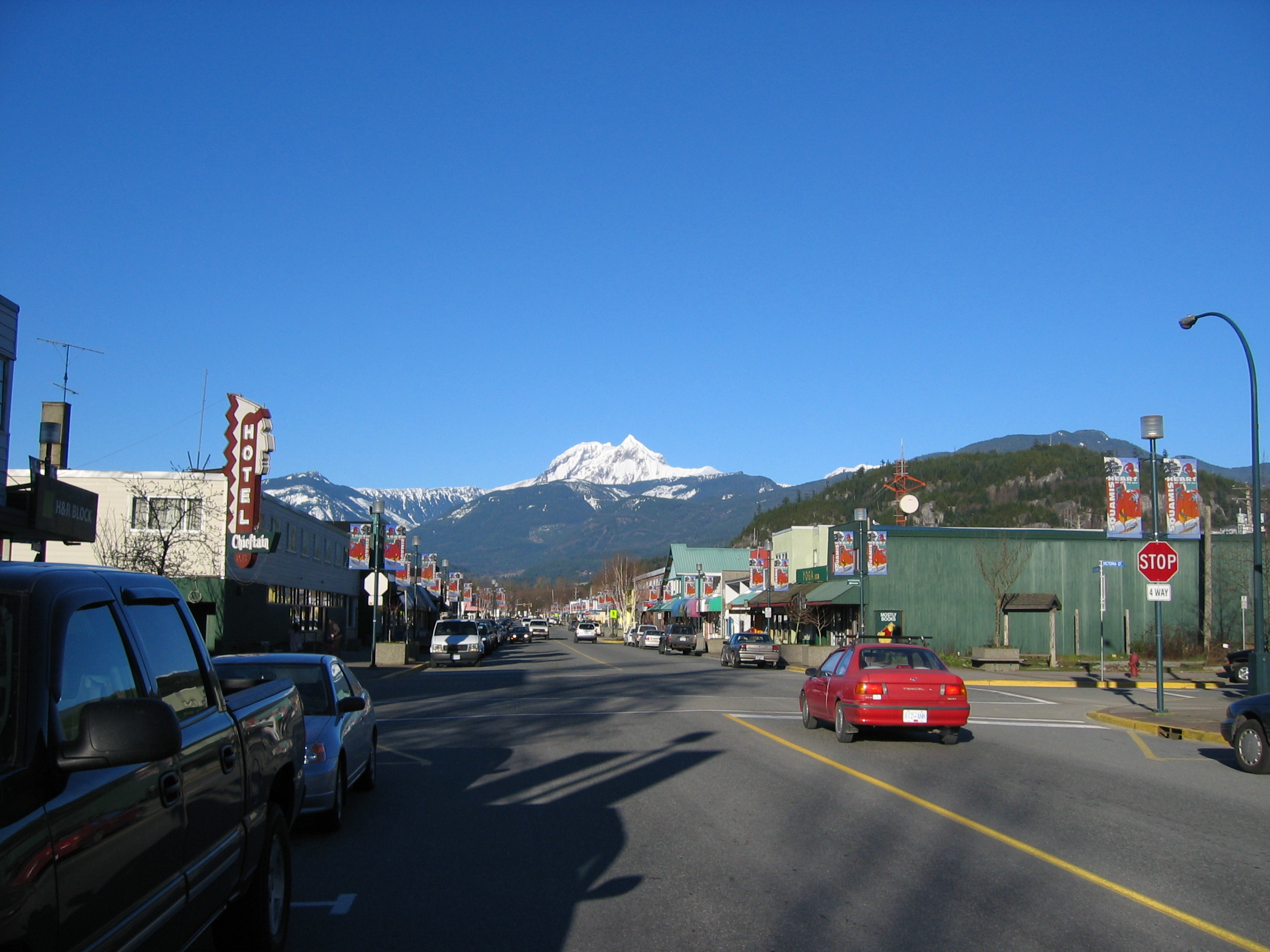
Veduta della montagna da Squamish.

A causa del loro isolamento e della loro debole intensità, le eruzioni vulcaniche causano raramente perdite umane in Canada. Occorre risalire al 1775 per deplorare la morte di 2 000 persone in ragione dei gas vulcanici emessi durante l'eruzione del Tseax Cone. Ciononostante, più della metà della popolazione della Columbia Britannica si trova in un raggio 17 km intorno al monte Garibaldi, in primo luogo nelle città di Squamish e Whistler, ma anche Vancouver. È probabile che un'eruzione futura genererebbe danni alle installazioni umane, segnatamente l'autostrada provinciale 99, facendo dei vulcani della cintura vulcanica di Garibaldi una minaccia maggiore. Certi vulcani del Canada necessiterebbero di una carta dei rischi e di piani di evacuazione. Tra questi, il monte Garibaldi, in ragione della sua attività sismica, presenta uno dei rischi più elevati.
Una nuova eruzione peleana del monte Garibaldi potrebbe emettere una grande quantità de cenere vulcanica, occasionando gravi complicazioni presso comunità locali. La colonna eruttiva potrebbe elevarsi a parecchie centinaia di metri di altezza e, in ragione della sua prossimità a Vancouver, potrebbe perturbare il traffico aereo. La fusione del ghiaccio restante potrebbe causare inondazioni, lahar e lave torrenziali, che minacciano allora piccole città come Brackendale. Parecchie sezioni dell'autostrada provinciale 99, già in preda a proie à des frane, sarebbero interamente distrutte. La pesca al salmone sarebbe pesantemente colpita nei fiumi Squamish, Cheakamus e Mamquam. In più, la distribuzione di acqua potabile verso Vancouver e tutta la regione del Lower Mainland conoscerebbe difficoltà a breve e medio termine a causa della copertura del bacino di approvvigionamenti intorno al monte Garibaldi. Le ricadute di ejecta avrebbero probabilmente un effetto negativo sul nevaio Garibaldi a est della vetta, provocando un eccesso di acqua di fusione che metterebbe a sua volta in difficoltà la pesca al livello del fiume Pitt.

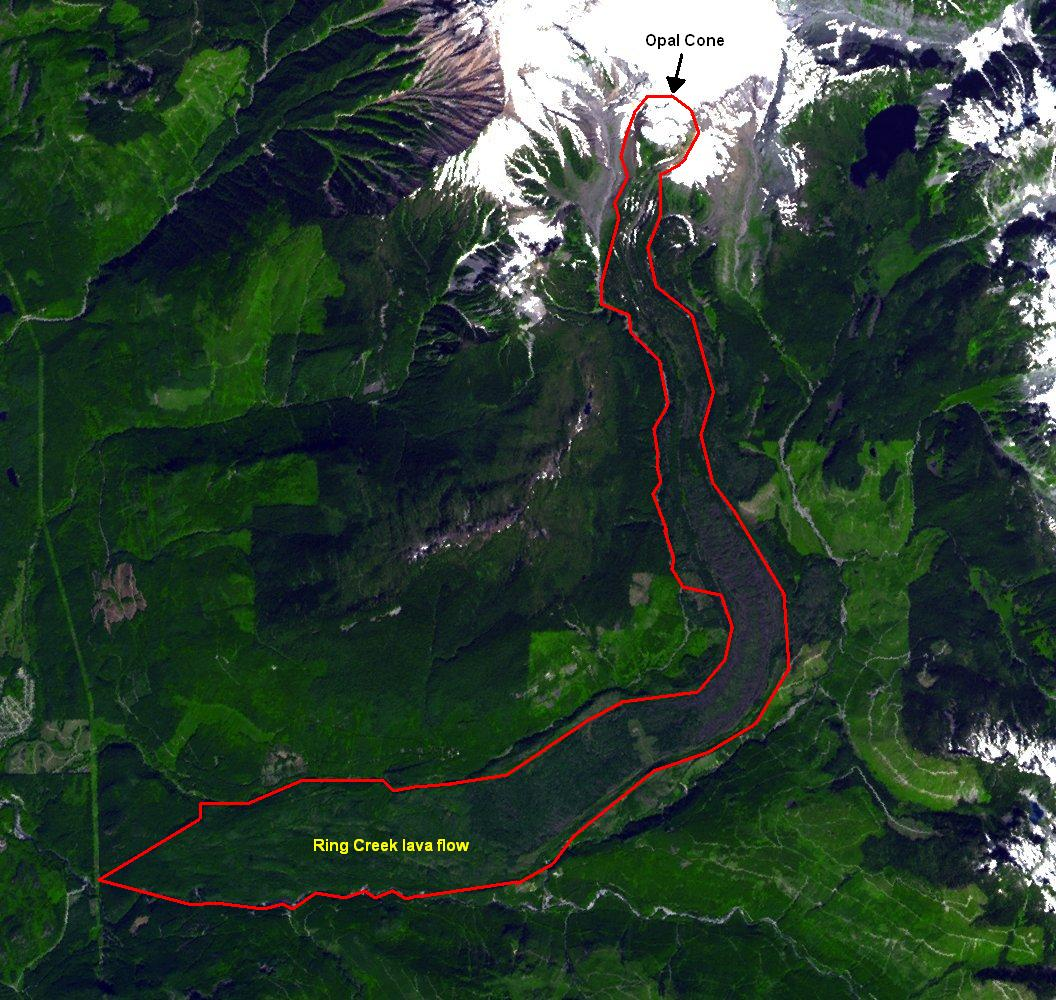
Veduta satellitare annotata che mostra la colata di lava di Ring Creek.

I rischi generati dalle colate di lava resterebbero in compenso limitati in ragione della natura silicea della lava, che le impedisce di estendersi su una grande distanza dalla sua sorgente, anche se verso 10 000 anni BP la colata di lava di Ring Creek, lunga 20 chilometri, si arrestò a 6 chilometri dall'attuale Squamish.
Nel passato, il monte Garibaldi ha conosciuto importanti frane. Esse hanno creato soprattutto, al livello della confluenza dei fiumi Cheekye e Cheakamus, a nord di Brackendale, un vasto cono di deiezione. La loro minaccia ostacola d'altronde l'espansione della città. Nello stesso modo, il ripido versante settentrionale di La Barriera, a nord del vulcano, ha conosciuto parecchi smottamenti, il più recente dei quali nel 1855-1856. La zona a valle fu dichiarata inabitabile nel 1981 dal governo provinciale e il piccolo villaggio di Garibaldi fu abbandonato. Benché non sembri presente alcun rischio imminente, esistono regolamenti speciali al fine di prevenire ogni pericolo e minimizzare le cinseguenze di una frana sulle vite umane.
Eppure, gli strumenti di misura attuali della Commissione geologica del Canada non bastano a determinare con precisione il livello dì attività nella camera magmatica. La rete di sismografi è stata messa in opera nel 1975 e completata a partire dal 1985 al fine di registrare la sismicità, ma è troppo lontana per fornire indicazioni corrette di ciò che accade sotto la montagna. In effetti, i vulcani attivi o quiescenti necessitano generalmente di tre apparecchi in un raggio di quindici se non addirittura cinque chilometri per maggiore precisione, mentre il più vicino al monte Garibaldi è a venticinque chilometri, provocando un margine di errore di qualche chilometro riguardo alla localizzazione dell'ipocentro e un trattamento rallentato dell'informazione. In ragione dell'assenza di analisi dettagliate costi-benefici sui vulcani della Columbia Britannica e sulla loro minaccia, nessun programma di miglioramento ha potuto tuttavia essere lanciato. Esiste dunque una possibilità non nulla che un'eruzione minore sia rilevata unicamente una volta cominciata. Lo studio parallelo della storia geologica permetterebbe di stabilire una carta dei rischi ma, contrariamente al monte Meager, le conoscenze raccolte indipendentemente dai vulcanologi sul monte Garibaldi restano troppo parcellizzate.

## Cultura popolare
Per gli Squamish, una delle Prime Nazioni, questa montagna, come altre nella regione, è considerata sacra in ragione della sua importanza storica e culturale. In effetti, secondo le loro leggende, il monte Garibaldi e un'altra vetta indistinta a sud, sarebbero stati i soli a non essere sommersi durante il diluvio. Alcuni sopravvissuti vi si sarebbero allora rifugiati a bordo delle loro canoe. L'uccello del tuono avrebbe portato loro di che sostentarsi, soprattutto salmone, panieri e donne. In occasione del ritiro delle acque, si formò un vasto lago, prima che gli animali selvaggi fossero di ritorno, poiché gli Squamish ritornarono alla loro ragione di origine. Inoltre, la montagna è tradizionalmente un importante marcatore meteorologico: quando le nuvole ricoprono i suoi versanti, segnalano l'arrivo della pioggia o della neve.